# Partia na rzecz Zachowania Narodu
Partia na rzecz Zachowania Narodu (isl. Þjóðvarnarflokkurinn) – islandzka partia polityczna założona 15 marca 1953 przez grupę redaktorów tygodnika „Frjáls Þjóð”. W roku 1968 weszła w skład Związku Ludowego.
Partia sprzeciwiała się członkostwu Islandii w NATO i domagała się referendum w tej sprawie. była również przeciwna obecności amerykańskich baz wojskowych na terytorium Islandii.

## Wyniki wyborów parlamentarnych
W wyborach w 1953 roku zdobyła dwa miejsca w Alþingi, jednak w trzech kolejnych wyborach nie udało jej się wprowadzić do parlamentu własnych przedstawicieli. W wyborach w 1963 roku wystawiła kandydatów na listach Związku Ludowego. Jeden z jej kandydatów, Gils Guðmundsson, odzyskał dzięki temu mandat i zasiadał w Alþingi do 1979 roku.
| Wybory             | Liczba głosów | % głosów | +/–% | Liczba mandatów | +/– |
| ------------------ | ------------- | -------- | ---- | --------------- | --- |
| 1953               | 4 667         | 6,0      |      | 2               | +2  |
| 1956               | 3 706         | 4,5      | -1,5 | 0               | -2  |
| 1959 (czerwiec)    | 2 137         | 2,5      | -2,0 | 0               | ±0  |
| 1959 (październik) | 2 883         | 3,4      | +0,9 | 0               | ±0  |